# Národní park Havajské vulkány
Národní park Havajské vulkány (anglicky Hawaiʻi Volcanoes National Park) je národní park na ostrově Havaj, na Havajských ostrovech ve Spojených státech amerických založený v roce 1916.
V parku se nachází dva nejaktivnější vulkány na světě Mauna Loa (4 170 m) a Kilauea (1 247 m), jeden z nejmladších vulkánů na Zemi. V parku je možné vidět vulkanické procesy a porozumět tak vzniku Havajských ostrovů. Národní park sahá od pobřeží Tichého oceánu až k vrcholu vulkánu Mauna Loa. Krajinu tvoří tropické deštné lesy a aridní lávové pole.